# أخطبوط ذو العباءة الشائع
أخطبوط ذو العباءة الشائع أو أخطبوط ذو العباءة البنفسجي (الاسم العلمي: Tremoctopus violaceus)، هو نوع من الرخويات يتبع فصيلة أخطبوط ذو العباءة. تتواجد في منطقة البحر المفتوح. يعتبر هذا النوع من ضمن مثنوية الشكل الجنسية بشكلٍ عالٍ جداً حيث يصل طول الأنثى أكثر من الذكر بمترين تقريباً.

## معرض صور

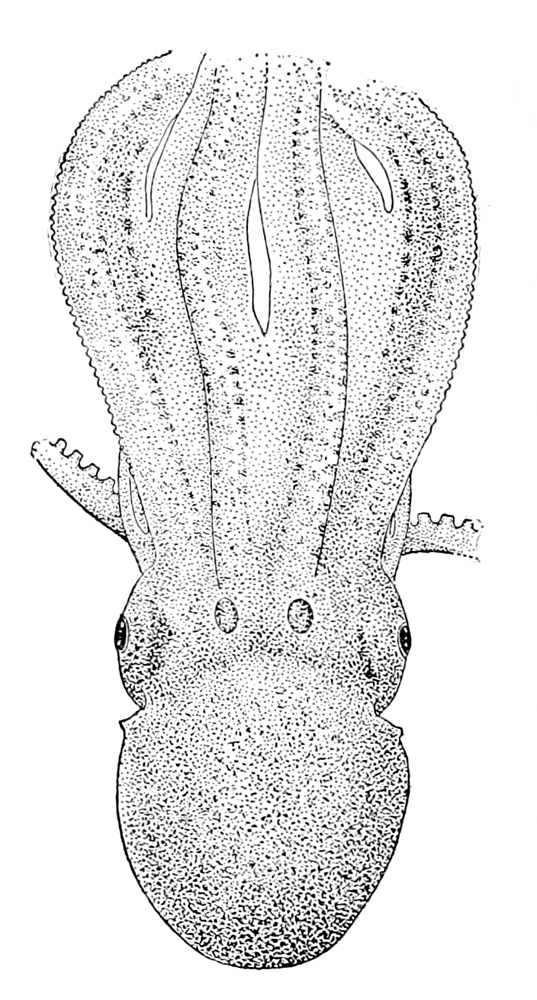
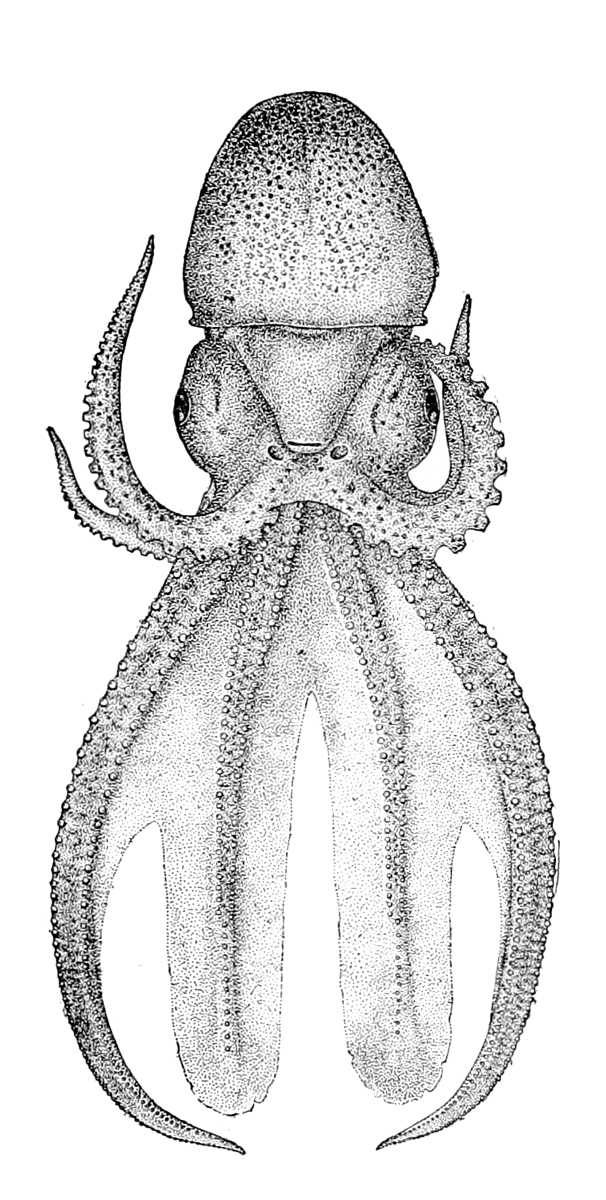
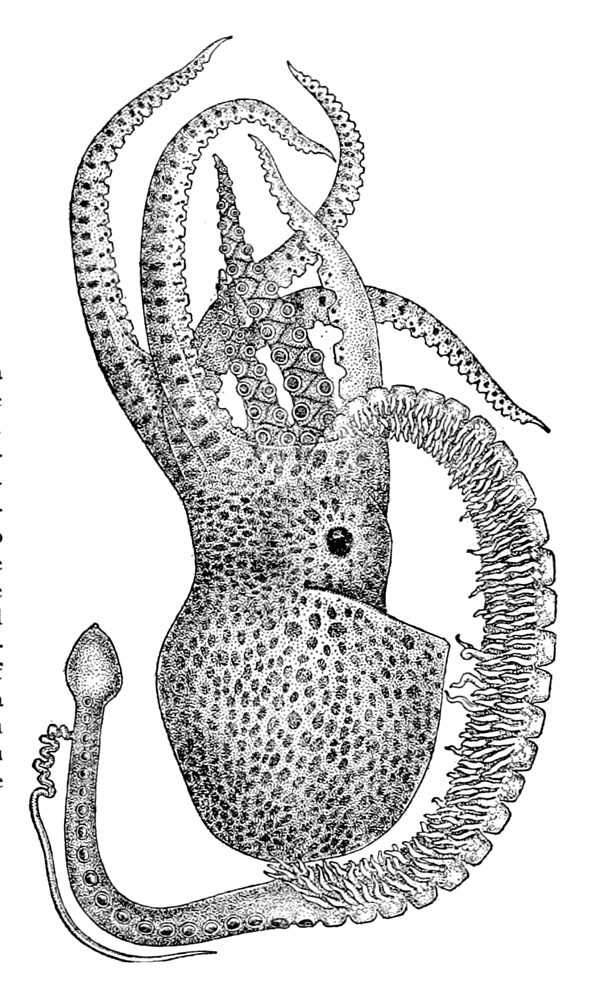
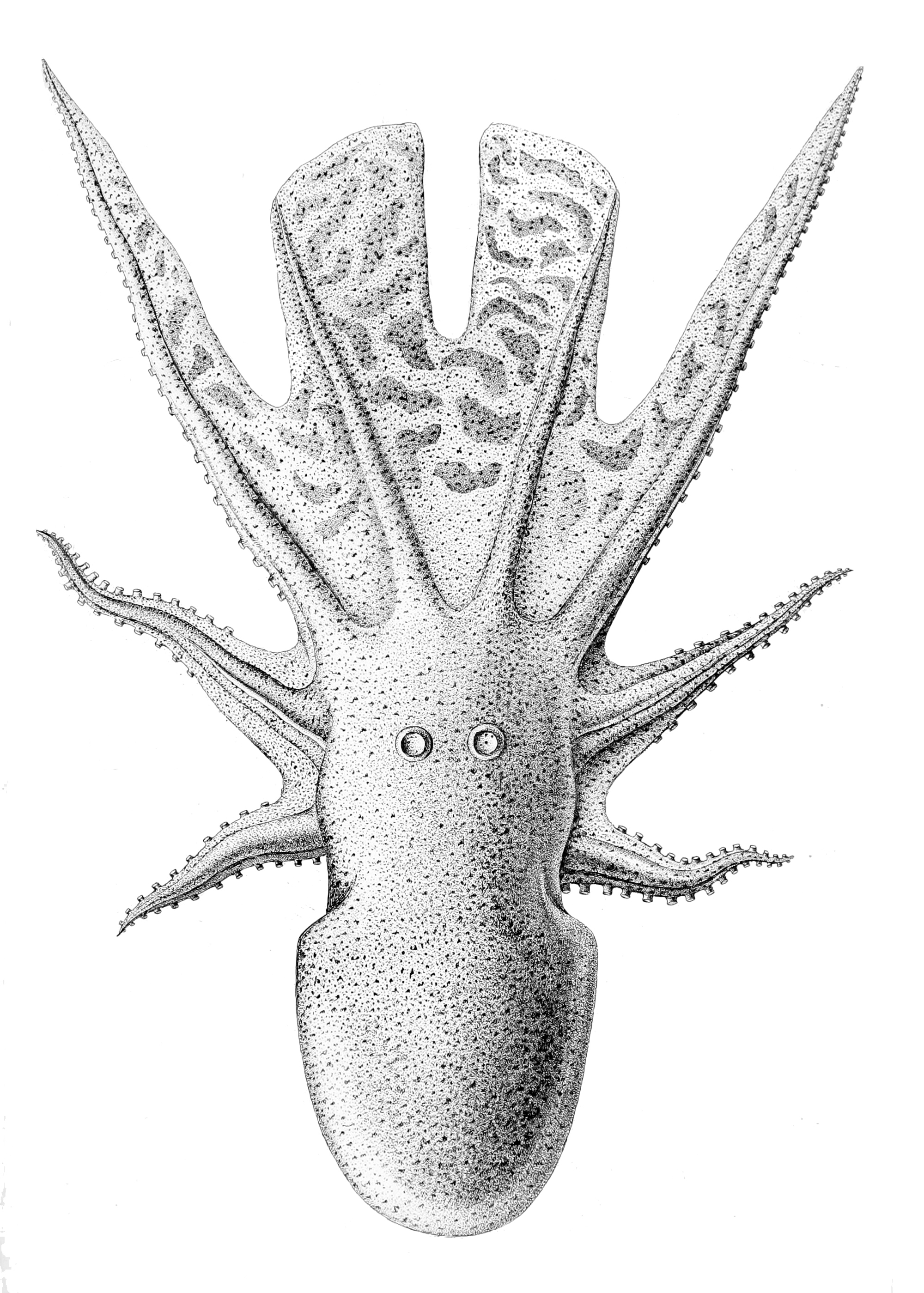